# Karkh
Karkh (arabiska الكرخ) är ett av Bagdads distrikt som är beläget vid västra Tigris.

## Lista över områden i Karkh
1. Kazimain
2. Al-A'amiriya
3. Al-Saydiya
4. Hayy Al-Jihad

## Lista över museer i Karkh
- Iraks nationalmuseum